# Tomoderus ziczac
Tomoderus ziczac es una especie de coleóptero de la familia Anthicidae.

## Distribución geográfica
Habita en Indonesia.